# The Other Side (SZA e Justin Timberlake)
The Other Side è un singolo dei cantanti statunitensi SZA e Justin Timberlake, pubblicato il 26 gennaio 2020 come primo estratto dalla colonna sonora del film Trolls World Tour.

## Video musicale
Il video musicale è stato reso disponibile in concomitanza con l'uscita del singolo.

## Successo commerciale
Nella Official Singles Chart britannica ha debuttato alla 44ª posizione, vendendo 10 691 unità durante la sua prima settimana. Nella classifica del 2020 dei brani più trasmessi dalle radio italiane si è piazzato all'11º posto.

## Classifiche

### Classifiche settimanali
| Classifica (2020) | Posizione massima |
| ----------------- | ----------------- |
| Australia         | 43                |
| Belgio (Fiandre)  | 50                |
| Belgio (Vallonia) | 8                 |
| Canada            | 54                |
| Croazia           | 8                 |
| Germania          | 88                |
| Grecia            | 62                |
| Irlanda           | 56                |
| Islanda           | 33                |
| Lituania          | 32                |
| Paesi Bassi       | 60                |
| Portogallo        | 119               |
| Regno Unito       | 44                |
| Repubblica Ceca   | 92                |
| Romania           | 61                |
| Slovacchia        | 74                |
| Slovenia          | 11                |
| Stati Uniti       | 61                |
| Svizzera          | 47                |

### Classifiche di fine anno
| Classifica (2020) | Posizione |
| ----------------- | --------- |
| Belgio (Vallonia) | 44        |
| Croazia           | 39        |